# Gunung Muda
Gunung Muda är ett berg i Indonesien.   Det ligger i provinsen Aceh, i den västra delen av landet, 1 600 km nordväst om huvudstaden Jakarta. Toppen på Gunung Muda är 1 901 meter över havet, eller 69 meter över den omgivande terrängen. Bredden vid basen är 1,0 km. Gunung Muda ingår i Pegunungan Pase.
Terrängen runt Gunung Muda är kuperad åt sydväst, men åt nordost är den bergig. Gunung Muda ligger uppe på en höjd som går i öst-västlig riktning. Trakten runt Gunung Muda är nära nog obefolkad, med mindre än två invånare per kvadratkilometer. I omgivningarna runt Gunung Muda växer i huvudsak städsegrön lövskog.